# Fehér torony (Prága)
A Fehér torony (csehül: Bílá věž) a prágai vár északi falán, az Arany utcácska nyugati végében emelkedik. Időnként új Fehér toronynak is hívják, hogy megkülönböztessék a vár Második és a Harmadik udvara közötti, mára elbontott, román stílusú fehér toronytól.

## Története
II. Jagelló Ulászló 1486-ban építtette Benedikt Rieddel ágyútoronynak (akárcsak a Daliborka tornyot), de egy évszázad elteltével II. Károly alighogy trónra lépett, nemesek börtönévé alakíttatta, akárcsak a Daliborka tornyot; (korábban a nemesek börtöne a román stílusú fehér toronyban volt). Ekkor kapta mai, reneszánsz külsejét. 1743-ig volt a börtön; főleg adósokat zártak ide (néhány kivételt külön említünk). Utána raktárnak használták. 1942-ben ide költöztették a prágai várnak azokat a dolgozóit, akik otthonait kisajátították a német protektorátus hivatalnokai számára. Közülük az utolsó csak 1954-ben költözhetett ki itteni szükséglakásából; utána a tornyot helyreállították.

## Az épület
Az átalakítás után a torony földszintjén kínzókamrát rendeztek be. Az ez alatt kialakított kazamatákban voltak a tulajdonképpeni cellák. A kétszint között nem volt lépcső: az embereket, tárgyakat a földszint padlatába vájt lyukon, kötélen engedték le, illetve húzták föl. A kazamaták alatt még egy második (alsó) börtönszintet is kiképeztek legalább egy cellával.
Az egykori cellák falai máig fennmaradt számos, főleg 16. századi rajz és felirat.

## Híres foglyok
- Egyes források[1] szerint egy ideig itt raboskodott Edward Kelley, II. Rudolf császár alkimistája — ha igen ez azután lehetett, hogy nem sikerült megszöknie Hněvín várából, mert amikor le akart mászni a falon, leesett és lábát törte. Ebben az esetben itt is halt bele sérüléseibe.
- Filip Lang (von Langenfels), Mátyás császár kincstárnoka (1608–1609-ben, haláláig) és utóda, Kaspar Rudzky, akik sikkasztásaikról híresültek el.
- Kateřina Bechyňová (von Lažan), aki 1534-ben 14 fiatal lányt gyilkolt meg. Tettéért halálra ítélték, de még az ítélet végrehajtása előtt meghalt a börtönben.
- 1618-ban ide zárták a fehérhegyi vereség után elfogott cseh főnemeseket (27[1] vagy 24[2] főt). Néhány hónap múlva mindannyiukat kivégezték az Óvárosi téren.

## Látogatása
Nem látogatható.

## Fordítás
Ez a szócikk részben vagy egészben  a   Bílá věž (Pražský hrad) című cseh Wikipédia-szócikk ezen változatának fordításán alapul.  Az eredeti cikk szerkesztőit annak laptörténete sorolja fel. Ez a jelzés csupán a megfogalmazás eredetét és a szerzői jogokat jelzi, nem szolgál a cikkben szereplő információk forrásmegjelöléseként.